# Múscul detrusor de la bufeta de l'orina
El múscul detrusor de la bufeta de l'orina (musculus detrusor vesicae urinariae) és múscul llis que es troba a la paret de la bufeta urinària. Està constituït per les fibres musculars longitudinals de la paret de la bufeta de l'orina. El múscul detrusor roman relaxat per permetre que la bufeta emmagatzemi orina i es contreu durant la micció per alliberar-la. Està relacionat amb el múscul esfínter de la uretra que envolta la uretra i controla el flux d'orina.
Les fibres de múscul detrusor sorgeixen de la superfície posterior del cos del pubis en ambdós sexes (musculi pubovesicales) i, en el mascle, té l'origen en la part adjacent de la pròstata i la seva càpsula. Aquestes fibres passen, d'una manera més o menys longitudinal, fins a la superfície inferior de la bufeta a través del seu vèrtex, i després baixen al llarg de la base de la bufeta per unir-se a la pròstata en l'home i, per la part davantera, a la vagina en la dona. Als costats de la bufeta, les fibres es disposen obliquament i es creuen entre si.